# Angler's Club: Ultimate Bass Fishing 3D
Angler's Club: Ultimate Bass Fishing 3D (Fishing 3D) est un jeu vidéo de pêche sportive développé par Tamsoft  et édité par D3 Publisher, sorti en 2011 sur Nintendo 3DS.

## Accueil
- Jeuxvideo.com : 9/20[1]